# Canthon heyrovskyi
Canthon heyrovskyi е вид бръмбар от семейство Листороги бръмбари (Scarabaeidae). Видът не е застрашен от изчезване.

## Разпространение
Разпространен е в Боливия и Бразилия (Минас Жерайс и Парана).